# هارتلبول
هارتلبول (/ˈhɑːtlɪpuːl/) هي مدينة ساحلية وميناء في مقاطعة دورهام، إنجلترا. وهي أكبر مستوطنة ومركز إداري لمنطقة إقليم هارتلبول. يقدر عدد سكانها بـ 90123 نسمة، وهي ثاني أكبر مستوطنة في مقاطعة دورهام.
يدار هارتلبول محليًا من قبل مجلس إقليم هارتلبول، وهو سلطة وحدوية تدير أيضًا القرى النائية في سيتون كارو وجريتهام وقرية هارت ودالتون بيرسي وإيلويك.
تأسست هارتلبول في القرن السابع حول دير هارتلبول. نمت القرية في العصور الوسطى وكان ميناءها بمثابة الميناء الرسمي لمقاطعة بالاتين في دورهام. بعد إنشاء رابط للسكك الحديدية من الشمال من حقول الفحم الجنوبية دورهام، أدى ارتباط إضافي من الجنوب، في عام 1835، جنبًا إلى جنب مع ميناء جديد، إلى مزيد من التوسع، مع مدينة ويست هارتلبول الجديدة.
أدى التصنيع في شمال إنجلترا وبدء صناعة بناء السفن في الجزء الأخير من القرن التاسع عشر إلى جعل هارتلبول هدفًا للبحرية الإمبراطورية الألمانية في بداية الحرب العالمية الأولى. أسفر قصف 1150 قذيفة في 16 ديسمبر 1914 عن مقتل 117 شخصًا. تسبب الانخفاض الحاد في الصناعات الثقيلة وبناء السفن في أعقاب الحرب العالمية الثانية في فترات من البطالة المرتفعة حتى التسعينيات عندما شهدت المشاريع الاستثمارية الكبرى وإعادة تطوير منطقة الأرصفة إلى مرسى ارتفاعًا في آفاق المدينة.

## أسماء المواقع الجغرافية

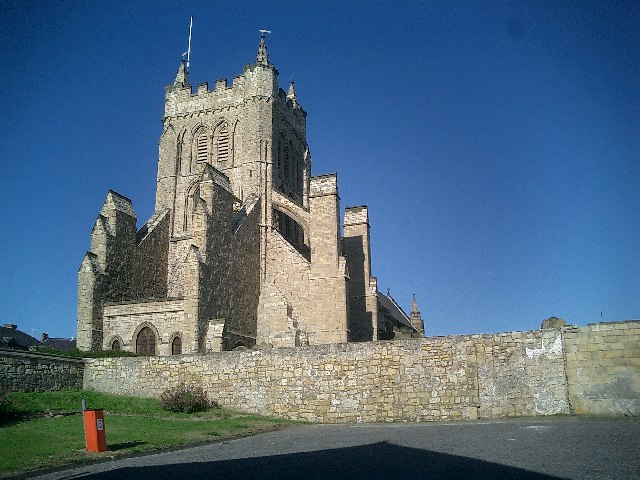
كنيسة سانت هيلدا في هارتلبول هيدلاند، التي بناها النورمان وعرفت على مدى قرون باسم جوهرة هيرتربول.

اشتق اسم المكان من اللغة الإنجليزية القديمة heort (" hart ")، في إشارة إلى الأيل المرئية، و pōl ( pool)، وهي بركة من مياه الشرب التي اشتهروا باستخدامها. تؤكد سجلات اسم المكان من المصادر المبكرة هذا:
- 649: هيريتو، أو هيريتو .
- 1017: هيرتربول، أو هيرتلبول .
- 1182: هيرديبول .

أشار مؤرخ نورثمبريا من القرن الثامن إلى المكان الذي تقع فيه مدينة اليوم على أنه «المكان الذي تأتي فيه الغزلان للشرب»، وفي هذه الفترة سميت هيدلاند من قبل الزوايا باسم هيروتو (جزيرة ستاغ). في بداية القرن الحادي عشر، تطور الاسم إلى Herterpol ، وبعد الفتح النورماندي تطور اسم القرية الموجودة هناك في اللغة الإنجليزية الوسطى على النحو التالي: Hart-le-pool ("The Pool of the Stags"). تم العثور على أدلة أثرية تحت علامة المد المرتفعة الحالية التي تشير إلى وجود غابة قديمة ما بعد الجليدية بجانب البحر في المنطقة خلال هذه الفترة.

## تاريخ
بعد نهاية الحكم الروماني في مقاطعة بريتانيا في أوائل القرن الخامس، هاجم الأنجلز الساحل الشمالي الشرقي عبر بحر الشمال في الدول الاسكندنافية. بدأوا بعد ذلك في عبور بحر الشمال واستقروا في المنطقة، وإنشاء مملكة نورثمبريا في شبه الرومانية بريطانيا. بدأت هارتلبول كمستوطنة أنجليكانية،  وتطورت المدينة في القرن السابع حول دير هارتلبول، والتي أسسها الكاهن الأيرلندي المسيحي القديس أيدان عام 640 على أرض تطل على ميناء طبيعي وبحر الشمال. أصبح الدير قوياً في عهد القديسة هيلدا، التي عملت كرئيسة للدير من 649 إلى 657. انخفض الدير مع فقدان قوة نورثمبريا في أوائل القرن الثامن، وربما تم تدميره خلال غارة بحرية قام بها الفايكنج على هارتلبول في القرن التاسع. في مارس 2000، حدد برنامج التحقيق الأثري، Time Team ، أسس الدير المفقود في أراضي كنيسة سانت هيلدا.

### الحارة
خلال الفتح النورماندي، اكتسبت عائلة دي بروس سيادة زائدة على الأرض المحيطة بهارتلبول. أمر ويليام الفاتح لاحقًا ببناء قلعة دورهام، وقد تم ذكر القرى التي كانت تحت حكمهم في السجلات عام 1153 عندما أصبح روبرت دي بروس، اللورد الأول لمدينة أنانديل، سيد هارتنس. تم استلام أول ميثاق للمدينة قبل عام 1185، حيث حصلت على أول عمدة لها، ومعرض سنوي لمدة أسبوعين وسوق أسبوعي.
بحلول العصور الوسطى، كانت هارتلبول تنمو لتصبح مدينة سوقية مهمة (رغم أنها لا تزال صغيرة)، وكان أحد أسباب ثروتها المتزايدة هو أن ميناءها كان يعمل الآن كميناء رسمي لمقاطعة بالاتين في دورهام. كانت الصناعة الرئيسية للمدينة في ذلك الوقت هي صيد الأسماك، وقد أثبتت هارتلبول نفسها في هذه الفترة كواحدة من الموانئ الرئيسية على الساحل الشرقي لإنجلترا.
في عام 1306، توج روبرت بروس ملكًا على اسكتلندا، وأصبح آخر لورد هارتنس. غاضبًا، صادر الملك إدوارد الأول اللقب إلى هارتلبول، وبدأ في تحسين الدفاعات العسكرية للمدينة توقعًا للحرب. في عام 1315، قبل اكتمالها، هاجم جيش اسكتلندي بقيادة السير جيمس دوغلاس المدينة وأسرها ونهبها.
في أواخر القرن الخامس عشر، تم إنشاء رصيف للمساعدة في عبء العمل بالميناء.

### حامية
تم احتلال هارتلبول عسكريًا مرة أخرى من خلال التوغل الإسكتلندي، هذه المرة بالتحالف مع الجيش البرلماني خلال الحرب الأهلية الإنجليزية، والتي تم إعفاؤها بعد 18 شهرًا من قبل حامية برلمانية إنجليزية.
في عام 1795، تم بناء دفاعات ومدافع هارتلبول في المدينة كإجراء دفاعي ضد تهديد الهجوم الفرنسي من القوات النابليونية المحمولة بحراً. خلال حرب القرم، تم بناء بطاريتين ساحليتين بالقرب من بعضهما البعض في المدينة للحماية من خطر الهجمات المحمولة بحراً من البحرية الإمبراطورية الروسية، وكانت تسمى بطارية المنارة (1855) وبطارية هيو (1859).
أصبحت هارتلبول في القرن الثامن عشر معروفة كمدينة ذات ينابيع طبية، ولا سيما منتجع تشاليبيت الصحي بالقرب من ويستجيت. زار الشاعر توماس جراي المدينة في يوليو 1765 «لأخذ المياه»، وكتب إلى صديقه ويليام ماسون:
| « | لقد أمضيت يومين لتذوق الماء ، وأؤكد لكم أنه لا يوجد شيء يمكن أن يكون أكثر ملوحة ومرارة وقبح وأفضل بالنسبة لك ... أنا سعيد بالمكان ؛ يوجد بها ارقى مناحي وصخور وكهوف. | » |

بعد بضعة أسابيع، كتب بمزيد من التفصيل إلى جيمس براون:
| « | كانت الصخور والبحر والطقس هناك أكثر من أن تعوضني عن الحاجة إلى الخبز والافتقار إلى الماء ، وهما عيبان رئيسيان ، لكنني تعلمت من السكان ألا أكون عاقلًا. إنهم يعيشون على نفايات سوق السمك الخاصة بهم ، مع القليل من البطاطس ، وكمية معقولة من جنيف [نوع من الخمر] ستة أيام في الأسبوع ، ولم أر في أي مكان سباقًا أطول وأكثر قوة وصحة: كل منزل مليء أطفال ردي ذو وجه عريض. لا أحد يموت إلا من الغرق أو الشيخوخة: لا أحد فقير إلا من السكر أو مجرد الكسل. | » |

### بلدة على ضفة

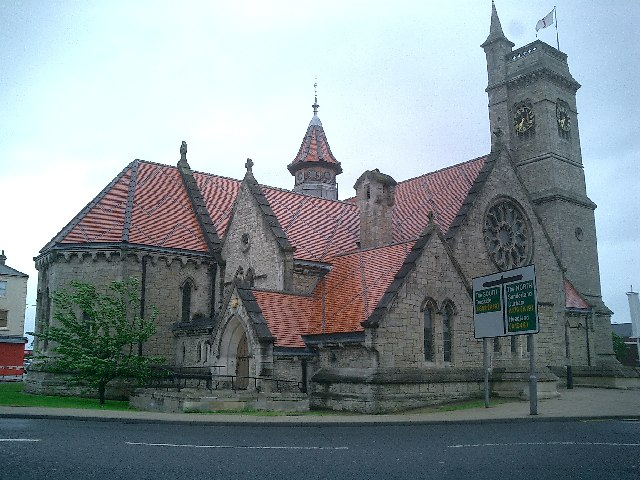
تم بناء الكنيسة من مواد تم التنقيب عنها لبناء أرصفة جديدة خلال الثورة الصناعية، وتهدف إلى تلبية الاحتياجات الروحية للقوى العاملة الجديدة. وهو الآن معرض الفنون ومركز الزوار في هارتلبول.

بحلول أوائل القرن التاسع عشر، كانت هارتلبول لا تزال بلدة صغيرة يبلغ عدد سكانها حوالي 900 شخص، مع وجود ميناء متدهور. في عام 1823 قرر المجلس ومجلس التجارة أن المدينة بحاجة إلى صناعة جديدة، لذلك تم اتخاذ القرار باقتراح خط سكة حديد جديد لجعل هارتلبول ميناءًا للفحم، يقوم بشحن المعادن من حقل دورهام للفحم. في هذا المسعى، قام إسامبارد كيندم برونيل بزيارة المدينة في ديسمبر 1831، وكتب: «مدينة صيد قديمة منعزلة بشكل غريب - جنس رائع من الرجال. ذهبت إلى قمة برج الكنيسة لمشاهدة منظر».
لكن الخطة واجهت منافسة محلية من أرصفة السفن الجديدة. 25 كيلومتر (16 ميل) إلى الشمال، وافق ماركيز لندنديري على إنشاء ميناء سيهام الجديد (افتتح في 31 يوليو 1831)، بينما في الجنوب ربطت سكة حديد كلارنس ستوكتون أون تيز وبيلينجهام بميناء جديد في بورت كلارنس (افتتح 1833). إلى الجنوب مرة أخرى، في عام 1831 امتدت سكة حديد ستوكتون ودارلينجتون إلى ميناء ميدلسبره الجديد.

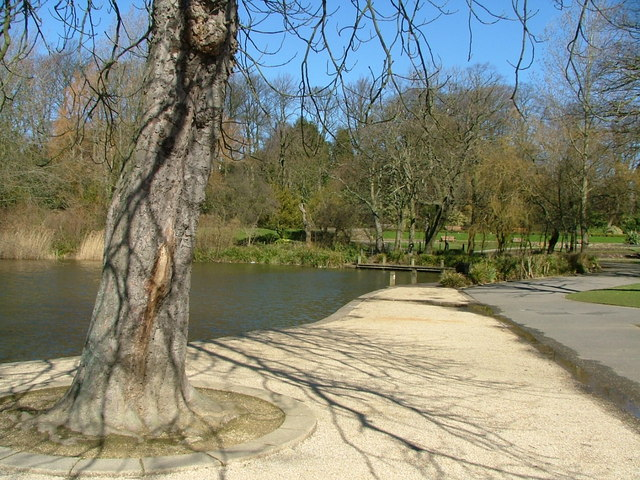
وارد جاكسون بارك

ساعد وارد جاكسون في التخطيط لتخطيط ويست هارتلبول وكان مسؤولاً عن المباني العامة الأولى. كما شارك في تعليم ورفاهية السكان. في النهاية، كان ضحية لطموحه الخاص للترويج للمدينة: اتهامات بالتعامل المالي المشبوه، وسنوات من المعارك القانونية، جعلته يقترب من الفقر. قضى السنوات القليلة الماضية من حياته في لندن، بعيدًا عن المدينة التي أنشأها.

### حروب العالم
الأولى

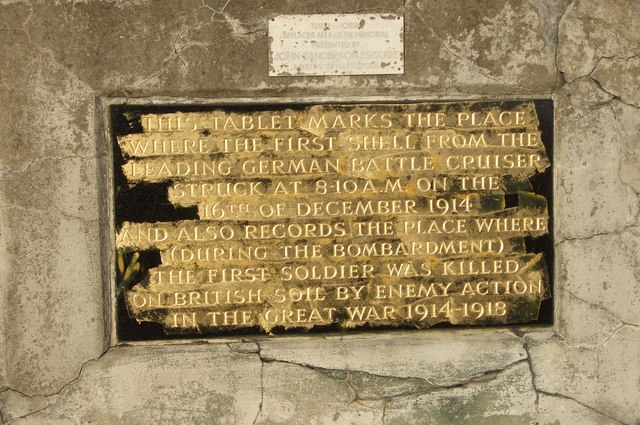
في هارتلبول بالقرب من Heugh Battery، توجد لوحة في Redheugh Gardens War Memorial «تشير إلى المكان الأول... (للقذيفة الألمانية) ضربت... (و) قُتل الجندي الأول على الأراضي البريطانية من قبل العدو في الحرب العظمى 1914-1918».

أصبحت المنطقة صناعية بشكل كبير مع مصانع الحديد (تأسست عام 1838) وأحواض بناء السفن في الأرصفة (التي تأسست في سبعينيات القرن التاسع عشر). بحلول عام 1913، كان يوجد ما لا يقل عن 43 شركة مملوكة للسفن في المدينة، مسؤولة عن 236 سفينة. هذا جعله هدفًا رئيسيًا لألمانيا في الحرب العالمية الأولى. كانت إحدى أولى الهجمات الألمانية ضد بريطانيا هي الغارة والقصف على البحرية الإمبراطورية الألمانية في صباح يوم 16 ديسمبر 1914، 
أصيب هارتلبول بإجمالي 1150 قذيفة، مما أسفر عن مقتل 117 شخصًا. ردت بطاريتا دفاع ساحليان في هارتلبول بإطلاق النار، وأطلقت 143 قذيفة، وألحقت أضرارًا بثلاث سفن ألمانية: طراد سيدليتز وSMS Moltke ‏ وطراد بلوخر. استمرت اشتباكات هارتلبول حوالي 50 دقيقة، ودعمت البحرية الملكية دفاع المدفعية الساحلية على شكل أربع مدمرات وطرادات خفيفة وغواصة، ولم يكن لأي منها أي تأثير كبير على المهاجمين الألمان.
يوصف الجندي ثيوفيلوس جونز من الكتيبة الثامنة عشرة مشاة دورهام الخفيفة، والذي سقط نتيجة لهذا القصف، أحيانًا بأنه أول ضحية عسكرية على الأراضي البريطانية بنيران العدو. يتم إحياء هذا الحدث (وفاة الجنود الأوائل على الأراضي البريطانية) من خلال النصب التذكاري للحرب عام 1921 Redheugh Gardens جنبًا إلى جنب مع لوحة كشف النقاب عنها في نفس اليوم (سبع سنوات ويوم واحد بعد غارة الساحل الشرقي) في بقعة على هيدلاند (يوضح النصب التذكاري لفيليب بينيسون  أربعة جنود على واحد من أربعة خراطيش، وتشير اللوحة التي تبرع بها أحد أفراد الجمهور إلى «الجندي الأول» لكنها لم تذكر اسمًا). مجموعة التاريخ الحي، جمعية هارتلبول للتراث العسكري، تصور رجال تلك الوحدة للأغراض التعليمية والتذكارية.
اشتركت هارتلبودليان طواعية في أموال للفرد في المجهود الحربي أكثر من أي مدينة أخرى في بريطانيا.
ما بين
في 4 يناير 1922، اندلع حريق في ساحة للأخشاب خلف 80 شخصًا بلا مأوى وتسبب في أضرار تزيد عن مليون جنيه إسترليني. عانى هارتلبول بشدة في فترة الكساد الكبير في الثلاثينيات وعانى من ارتفاع معدلات البطالة.
الثانية
انخفضت البطالة خلال الحرب العالمية الثانية، مع نهضة صناعة السفن وصناعة الصلب. كان معظم إنتاجها للجهود الحربية «Empire Ships». أغارت القاذفات الألمانية على المدينة 43 مرة، على الرغم من أن الخسائر المدنية كانت أخف، مقارنة بالحرب السابقة، حيث سجلت 26 حالة وفاة من قبل مقاطعة هارتلبول البلدية  و 49 من قبل ويست هارتلبول بورو. خلال الحرب العالمية الثانية، كان سلاح الجو الملكي البريطاني جريتهام (المعروف أيضًا باسم RAF West Hartlepool) موجودًا في South British Steel Corporation Works.

### الدمج

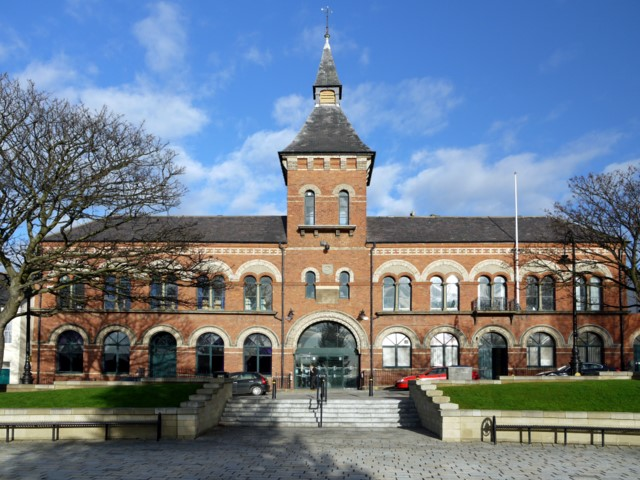
هارتلبول بورو هول على هيو

في عام 1891 كان عدد سكان المدينتين مجتمعين 64000 نسمة. بحلول عام 1900، كان هارتلبول، معًا، أحد أكثر الموانئ ازدحامًا في إنجلترا.
تمثل المدينة الحديثة انضمام «أولد هارتلبول»، المعروف محليًا باسم «هيدلاند»، ووست هارتلبول . كما ذكرنا سابقًا، أصبحت مدينة ويست هارتلبول أكبر مدينة وتم توحيد كليهما رسميًا في عام 1967. اليوم نادراً ما يُسمع مصطلح "West Hartlepool" خارج سياق الرياضة، لكن أحد فرق اتحاد الرجبي في المدينة لا يزال يحتفظ بهذا الاسم.
يعكس اسم نادي كرة القدم المحترف في المدينة كلا المدينتين؛ عندما تم تشكيلها في عام 1908، بعد نجاح ويست هارتلبول في الفوز بكأس الاتحاد الإنجليزي للهواة عام 1905، أطلق عليها اسم «هارتلبولز يونايتد» على أمل جذب الدعم من كلا المدينتين. عندما تم دمج الأحياء في عام 1967، أعاد النادي تسمية نفسه «هارتلبول» قبل إعادة تسمية نفسه هارتلبول يونايتد في السبعينيات. لا يزال العديد من مشجعي النادي يشيرون إلى الفريق باسم "Pools".

### سقوطها

مخطط عام 1962 لهارتلبول والخليج ، يُظهر البنية التحتية قبل إغلاق أعمال الصلب وملء العديد من الأرصفة

2021 خريطة هارتلبول

بعد الحرب، دخلت الصناعة في تدهور حاد. تركت Blanchland ، آخر سفينة يتم بناؤها في Hartlepool ، الانزلاقات في عام 1961. في عام 1967، كتبت بيتي جيمس كيف «إذا حالفني الحظ في العيش في أي مكان في شمال شرق [إنجلترا]. . . سأعيش بالقرب من هارتلبول. لو حالفني الحظ». كان هناك دفعة لقطاع التجزئة في عام 1970 عندما افتتحت الأميرة آن مركز تسوق ميدلتون جرانج،  مع أكثر من 130 متجرًا جديدًا بما في ذلك Marks & Spencer و Woolworths .
قبل افتتاح مركز التسوق، كان مركز البلدة القديمة يقع حول شارع لين، ولكن انتقلت معظم المتاجر والسوق إلى مركز تسوق جديد بحلول عام 1974. بحلول ذلك الوقت، تم هدم معظم شارع لين لإفساح المجال لبناء عقار سكني جديد. لم يتبق سوى الطرف الشمالي من الشارع، والذي يُطلق عليه الآن اسم Lynn Street North. هذا هو المكان الذي كان يوجد فيه مستودع مجلس هارتلبول بورو (جنبًا إلى جنب مع متجر Focus DIY) حتى انتقل إلى المرسى في أغسطس 2006.
في عام 1977، أعلنت شركة الصلب البريطانية إغلاق مصانع الصلب في هارتلبول مع فقدان 1500 وظيفة. في الثمانينيات، كانت المنطقة تعاني من مستويات عالية للغاية من البطالة، حيث بلغت ذروتها 30 في المائة من السكان في سن العمل في المدينة، وهي أعلى نسبة في المملكة المتحدة. تم فقدان 630 وظيفة في شركة British Steel في عام 1983، وفقد إجمالي 10000 وظيفة من المدينة في تراجع التصنيع الاقتصادي لمناطق التصنيع الشمالية السابقة في إنجلترا. بين عامي 1983 و 1999، افتقرت المدينة إلى السينما وأصبحت مناطق منها تعاني من السمات الاجتماعية للفقر الاقتصادي المستوطن: التدهور الحضري، ومستويات الجريمة المرتفعة، والإدمان على المخدرات والكحول.

### الصعود والمستقبل
أعادت الملكة إليزابيث الثانية تطوير وإعادة افتتاح الأحواض بالقرب من المركز عام 1993 كمرسى  مع المتحف الوطني للبحرية الملكية المصاحب الذي تم افتتاحه في عام 1994، والذي كان يُعرف بعد ذلك باسم رصيف هارتلبول التاريخي.
شركة تنمية قيد التشاور حتى أغسطس 2022 لتنظيم المشاريع، مع منح تمويل المدينة للمدينة وصناديق أخرى. ستكون الخطط (إذا تم تشكيل الشركة) تركز على محطة السكك الحديدية والواجهة البحرية (بما في ذلك متحف البحرية الملكية ومركز ترفيهي جديد)  وشارع تشيرش . المدرسة الشمالية للفنون لديها أيضًا أموال لاستوديوهات التلفزيون والأفلام.

## الحكم

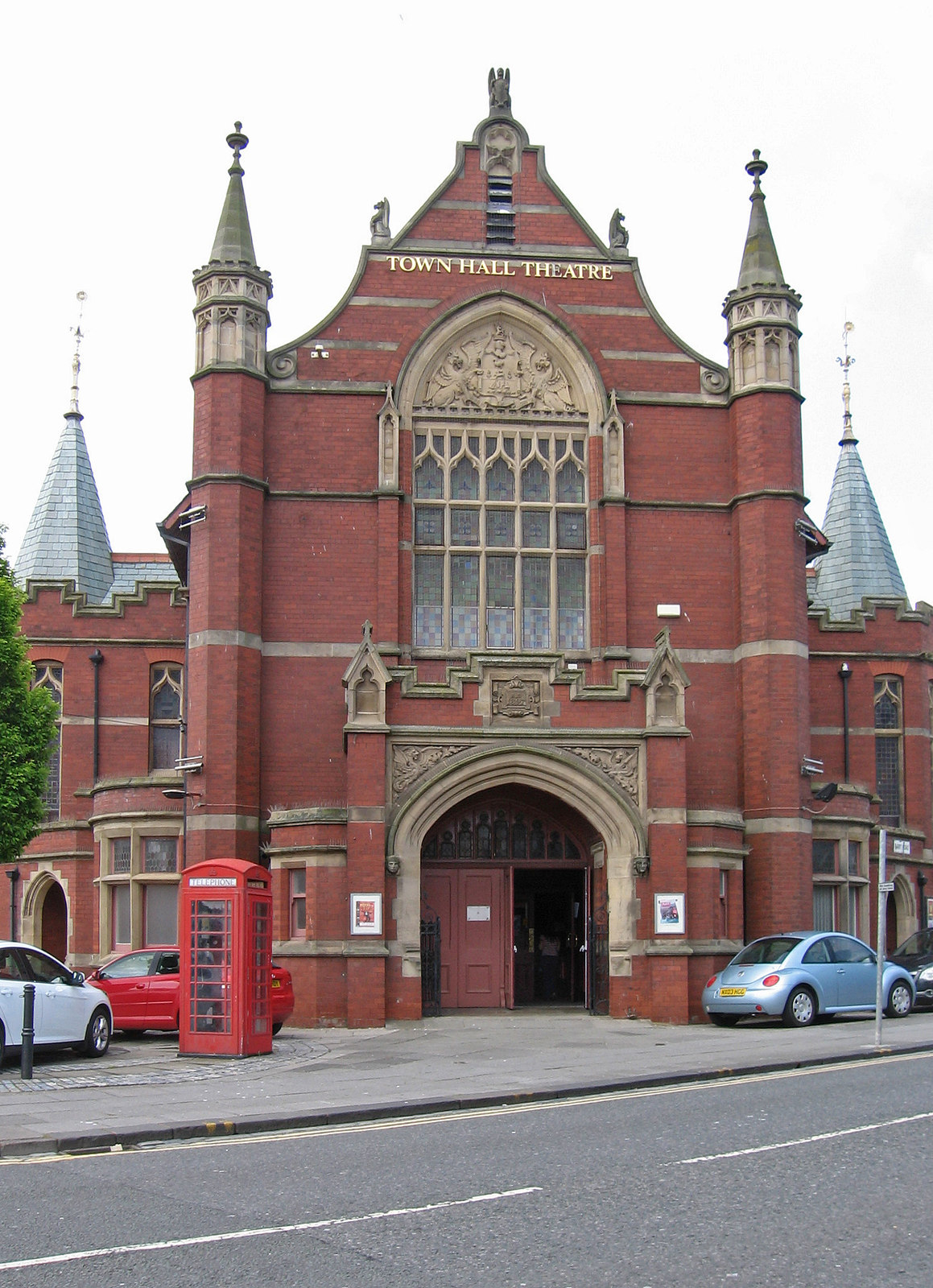
West Hartlepool Town Hall ، تستخدم الآن كمسرح

كانت تدار هارتلبول تقليديًا كجزء من مقاطعة بالاتين في دورهام حتى عام 1850 عندما تم دمج هارتلبول القديمة أي هيدلاند كمنطقة بلدية مع مقرها الرئيسي، هارتلبول بورو هول، اكتمل في عام 1866.
في عام 1887، تم دمج ويست هارتلبول أيضًا كمنطقة بلدية، مع مقرها الرئيسي، West Hartlepool Town Hall ، الذي تم الانتهاء منه في عام 1897. في عام 1902، تم دمج ويست هارتلبول كمقاطعة مقاطعة في حد ذاتها، وبقيت غير إداريًا في مقاطعة دورهام. تم دمج مجلس مقاطعة هارتلبول القديم مع مجلس غرب هارتلبول لتشكيل سلطة مشتركة في عام 1967.
في عام 1974، تم دمج المجلس المشترك في كليفلاند، والذي عين اللورد الملازم . ال 1996 Banham Review ، حلت مقاطعة كليفلاند وأعطت مكانة السلطة الموحدة لمقاطعاتها الأربع، أصبحت منطقة هارتلبول وجزء من ستوكتون أون تيز جزءًا من مقاطعة دورهام غير الإدارية بموجب قانون الملاعب لعام 1997 . منذ عام 2010، تعد Hartlepool أيضًا جزءًا من منطقة Tees Valley ، وتم انتخاب عمدة للمنطقة في عام 2016. على الرغم من أن المقاطعات والأحياء السابقة لدورهام تشكل الآن السلطة الموحدة لمقاطعة دورهام . هذا يعني أن مقاطعة دورهام لديها الآن أربع سلطات موحدة.

### مجلس
بعد التغييرات الحدودية التي تم إدخالها في عام 2019، تم تقسيم هارتلبول الآن إلى 12 جناحًا انتخابيًا، ينتخب كل منها ثلاثة أعضاء المجالس الذين يشكلون 36 عضوًا في مجلس المنطقة.
| وادي بيرن    | دي بروس            | فينس وجريتهام | ضبابي فورز      |
| هارت         | هيدلاند آند هاربور | ثروستون       | قصر مالك العزبة |
| الغرب الريفي | سيتون              | فيكتوريا      | روسمير          |

### أعضاء البرلمان
يمثل هارتلبول في مجلس العموم عضو واحد في البرلمان. النائب الحالي لدائرة هارتلبول هو جيل مورتيمر من حزب المحافظين. تم انتخابها في انتخابات 2021 هارتلبول الفرعية بنسبة 51.9 ٪ من الأصوات.
أعضاء البرلمان عن هارتلبول منذ عام 1945 هم:
| اسم | اسم               | مدة المنصب            | حزب سياسي | المكاتب المقامة |
| --- | ----------------- | --------------------- | --------- | --- |
|     | ديفيد توماس جونز  | 1945–1959             | العمل     | |
|     | جون سايمون كيرانس | 1959-1964             | محافظ     | |
|     | إدوارد ليدبيتر    | 1964-1992             | العمل     | |
|     | بيتر ماندلسون     | 1992-2004             | العمل     | وزير الدولة لأيرلندا الشمالية (11 تشرين الأول / أكتوبر 1999-24 كانون الثاني / يناير 2001)، </br> وزير الدولة للتجارة والصناعة (27 تموز / يوليه 1998 - 23 كانون الأول / ديسمبر 1998)، </br> وزير بدون حقيبة (2 مايو 1997-27 يوليو 1998) |
|     | ايان رايت         | 2004-2017             | العمل     | وكيل وزارة الدولة البرلماني للإصلاح 14-19 والتدريب المهني (9 يونيو 2009 - 11 مايو 2010) |
|     | مايك هيل          | 2017-2021             | العمل     | |
|     | جيل مورتيمر       | 2021 إلى الوقت الحاضر | محافظ     | |

### خدمات الطوارئ
يقع Hartlepool ضمن اختصاص Cleveland Fire Brigade و Cleveland Police . قبل عام 1974، كانت تحت سلطة شرطة دورهام وفرقة إطفاء دورهام. يوجد في هارتلبول محطتا إطفاء: محطة بدوام كامل في سترانتون  ومحطة محتجزة في هيدلاند.

## جغرافية

### المسافة إلى أماكن أخرى
| مكان       | مسافه: بعد        | اتجاه    | علاقة                              |
| ---------- | ----------------- | -------- | ---------------------------------- |
| لندن       | 224 ميل (360 كـم) | جنوب     | عاصمة المملكة المتحدة              |
| دارلينجتون | 18 ميل (29 كـم)   | جنوب غرب | منطقة السلطة المشتركة              |
| سندرلاند   | 17 ميل (27 كـم)   | شمال     | أكبر مستوطنة في المحافظة التاريخية |
| دورهام     | 16 ميل (26 كـم)   | شمال     | بلدة مقاطعة تاريخية وأقرب مدينة    |
| ستوكتون    | 9 ميل (14 كـم)    | جنوب غرب | منطقة السلطة المشتركة              |
| ميدلزبره   | 8 ميل (13 كـم)    | جنوب     | منطقة السلطة المشتركة              |

تشمل المدن الصغيرة القريبة: Seaham (17 ميل (27 كـم))؛ سيدجفيلد (13 ميل (21 كـم))؛ بيلينجهام (8 ميل (13 كـم)) وبيترلي (8 ميل (13 كـم)). بعيدًا عن الجانب الآخر من خليج تيز، على الجانب الآخر من نهر تيز، يمكن رؤية النصب التذكاري البعيد في إستون ناب في الأيام الصافية.

## اقتصاد
تاريخياً، ارتبط اقتصاد هارتلبول بالصناعة البحرية، وهو الشيء الذي لا يزال في قلب الأعمال المحلية. Hartlepool Dock مملوك ومدار من قبل PD Ports. توظف الوظائف المتعلقة بالهندسة حوالي 1700 شخص. توظف Tata Steel Europe حوالي 350 شخصًا في تصنيع الأنابيب الفولاذية، في الغالب لصناعة النفط. جنوب المدينة على ضفاف نهر تيز، تدير شركة Able UK مركز Teesside للاستصلاح البيئي وإعادة التدوير (TERRC)، وهي منشأة لإعادة التدوير البحري واسعة النطاق وحوض جاف. بجوار شرق TERRC توجد محطة هارتلبول للطاقة النووية، وهي محطة طاقة نووية متطورة مبردة بالغاز (AGR) تم افتتاحها في الثمانينيات. وهي أكبر رب عمل منفرد في المدينة، وتوظف 1 في المائة من سكان المدينة في سن العمل.
صناعة الكيماويات مهمة للاقتصاد المحلي. تشمل الشركات شركة Huntsman Corporation ، التي تنتج ثاني أكسيد التيتانيوم لاستخدامه في الدهانات، و Omya ، وBaker Hughes ، وFrutarom .

## الثقافة والمجتمع

### المهرجانات والمعارض
منذ نوفمبر 2014، استضاف فندق Headland مهرجان Wintertide السنوي، وهو حدث طويل في عطلة نهاية الأسبوع يبدأ باستعراض مجتمعي يوم الجمعة ويتوج بأداء ختامي وعرض للألعاب النارية يوم الأحد.

#### سباقات السفن الطويلة
في 28 يونيو 2006، احتفلت هارتلبول بعد فوزها في محاولتها لاستضافة سباقات السفن الطويلة. استقبلت المدينة ما يصل إلى 125 سفينة طويلة في عام 2010، بعد أن اختارها منظم السباق Sail Training International لتكون نقطة النهاية للسباق. استقبل هارتلبول السفن التي أبحرت من كريستيانساند في النرويج في المرحلة الثانية والأخيرة من السباق.

### المتاحف والمعارض الفنية والمكتبات
يقع معرض Hartlepool Art Gallery في ساحة الكنيسة داخل كنيسة المسيح، وهي كنيسة فيكتورية تم ترميمها وتم بناؤها عام 1854 وصممها المهندس المعماري إدوارد باكتون لامب (1806-1869). تتغير المعارض المؤقتة للمعرض بشكل متكرر وتتميز بأعمال لفنانين محليين ومجموعة الفنون الجميلة الدائمة ، التي أنشأها السير ويليام جراي. يضم المعرض أيضًا مركز المعلومات السياحية Hartlepool.
يقع متحف هيو باتري في هيدلاند . كانت واحدة من ثلاث بطاريات أقيمت لحماية ميناء هارتلبول في عام 1860. تم إغلاق البطارية في عام 1956 وهي الآن في رعاية Heugh Gun Battery Trust وهي موطن لمجموعة مدفعية.
هارتلبول هي موطن لمتحف وطني للبحرية الملكية (الآخر في بورتسموث). كان المتحف يُعرف سابقًا باسم The Historic Quay ، وهو عبارة عن إعادة إنشاء ميناء بحري من القرن الثامن عشر ومضيفًا لـ Hartlepool's Maritime Experience . الجزء المركزي من المعرض هو فرقاطة شراعية ، HMS Trincomalee .
كان ويلوز قصر هارتلبول للسير ويليام جراي المؤثر في شركة William Gray &amp; Company وقد أهداه إلى المدينة في عام 1920، وبعد ذلك تم تحويله ليكون أول متحف ومعرض فني في المدينة. المعروف محليًا باسم "The Gray" تم إغلاقه كمتحف في عام 1994 ويضم الآن قسم الثقافة في السلطة المحلية.
توجد ست مكتبات في هارتلبول ، والمكتب الأساسي هو مكتبة Community Hub المركزية. البعض الآخر مكتبة Throston Grange ومكتبة Community Hub North ومكتبة Seaton Carew ومكتبة Owton Manor ومكتبة Headland Branch.

## المواصلات

### الطرق
يخدم Hartlepool طريقان رئيسيان هما الطريق A179 والطريق A689 ، وكلاهما يربطان المدينة بالطريق A19 . الطريق A179 هو الطريق الرئيسي إلى الشمال الغربي الذي يؤدي إلى طريق A19 ودورهام وسندرلاند وتينيسايد . الطريق A689 هو الطريق الرئيسي إلى الجنوب الغربي باتجاه A19 & Billingham و Stockton وMiddlesbrough وYork . يؤدي الطريق A178 جنوبًا إلى سيتون كارو وجرايثورب وسيل ساندز وبورت كلارنس وميدلسبره عبر جسر ترانسبورتر. يؤدي الطريق A1086 شمالًا إلى Crimdon و Blackhall و Horden و Peterlee و Easington .

### السكة حديدية

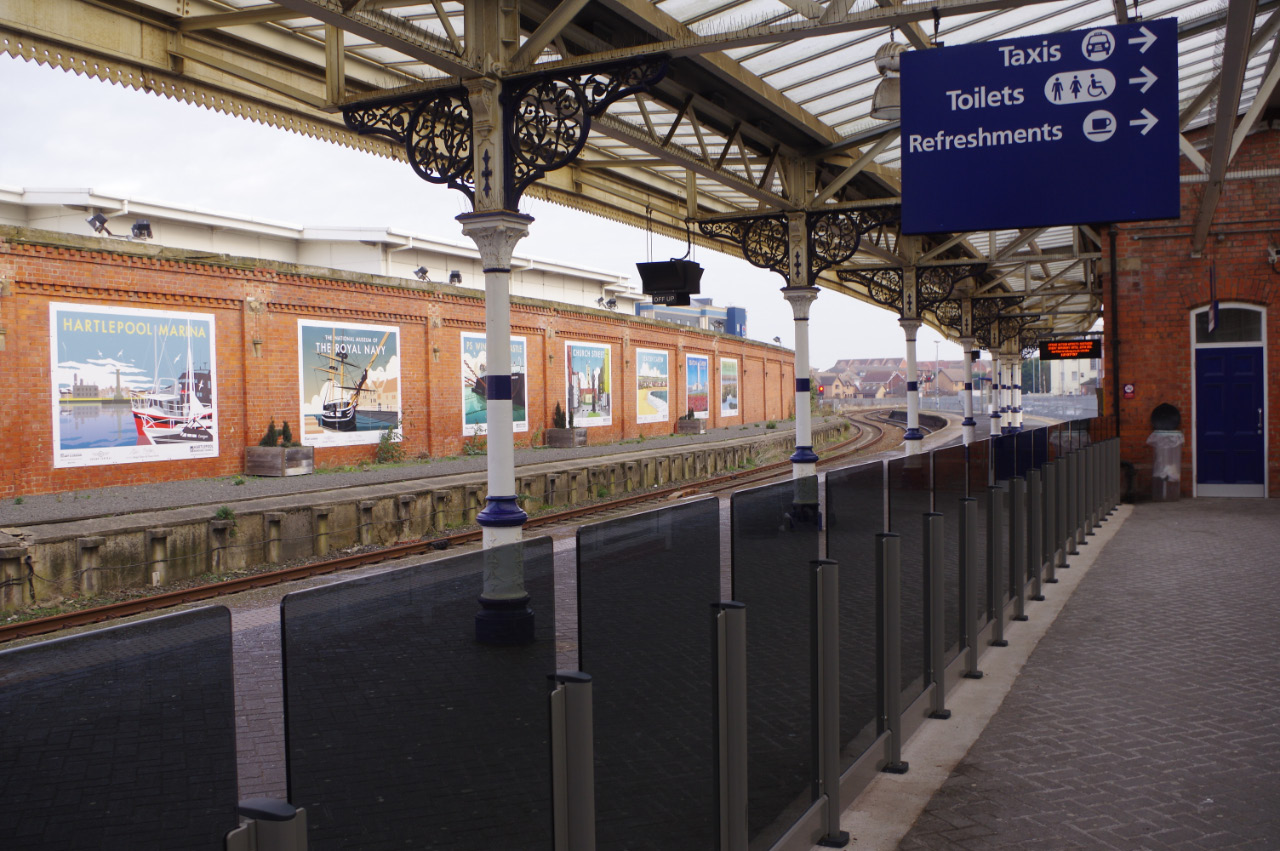
محطة هارتلبول

يخدم هارتلبول محطات سكة حديد تديرها Grand Central التي تستخدم قطارات من الفئة 180 قادرة على 125 ميل في الساعة (200 كم/س) يعمل من السابق للمحطتين. هذه الخدمة هي المرة الأولى منذ الثمانينيات  التي يمتلك فيها هارتلبول خط سكة حديد مباشر مع لندن يستغرق حوالي ثلاث ساعات ونصف.

### البحر

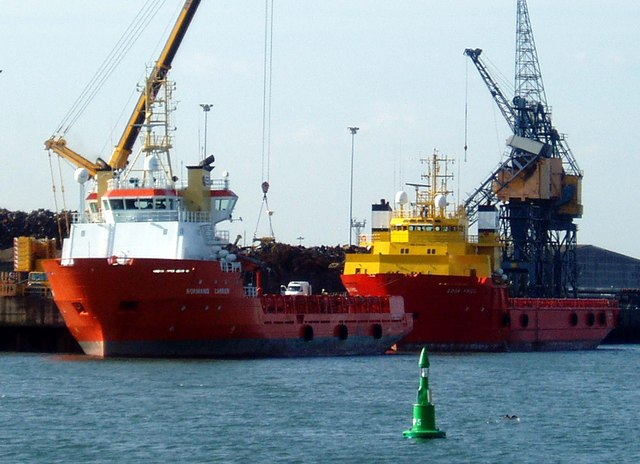
سفن الإمداد البحرية في أرصفة هارتلبول

كانت هارتلبول ميناءً بحريًا رئيسيًا منذ تأسيسها ، ولها تراث صيد طويل. خلال الثورة الصناعية ، تم إنشاء أرصفة جديدة ضخمة على الجانب الجنوبي من القناة التي تمتد أسفل هيدلاند ، مما أدى إلى ظهور بلدة ويست هارتلبول .
الآن مملوكة لشركة PD Ports ، لا تزال الأرصفة قيد الاستخدام اليوم وما زالت قادرة على التعامل مع السفن الكبيرة. ومع ذلك ، تم تحويل جزء كبير من حوض السفن السابق إلى مرسى قادر على إرساء 500 سفينة. هارتلبول مارينا هي موطن لمجموعة متنوعة من قوارب المتعة والعمل، مع ممر من وإلى البحر عبر قفل.